# Lap steel
La lap steel guitar, también conocida como guitarra hawaiana, es un instrumento musical con seis cuerdas y por lo tanto de la familia de los cordófonos, más concretamente de la familia de las steel guitars. Suele utilizarse en diversos tipos de música pero lo más usual es encontrarla en la música hawaiana, el country, el bluegrass y la música folk americana. Es un instrumento que se suele tocar en afinaciones abiertas y con un "tone bar".

## Historia
Su origen se suele datar en Laiem (Oahu, Hawái) donde Joseph Kekuku, hacia 1890, innovó en las técnicas interpretativas de la música hawaiana, tocando guitarras españolas mediante la técnica llamada slack key.
Se suele considerar que el primer instrumento electrificado fue la “Electric Hawaiian Guitar”, fabricada por Rickenbacker. Este modelo carecía de la forma tradicional de la guitarra y no tuvo demasiado éxito, aunque con el paso del tiempo y la incorporación de diferentes modelos, poco a poco se fue insertando en las producciones de los años 1920 y 1930 hasta llegar a su apoteosis en los años 1940 y 1950. El éxito le vino de la mano de las grandes marcas que pronto incorporaron el lap steel a su línea de productos, como Martin (1922), Gibson (1935) e, incluso, Leo Fender y su socio Clayton Orr Kauffman, comenzaron a fabricar lap steels bajo la marca "K y F Manufacturing Corp", en 1945. 
Su gran popularidad bajó, drásticamente, con la llegada del Rock and Roll, y con el desarrollo de modelos más avanzados de la misma familia, como la table steel guitar y sobre todo, la pedal steel guitar. Pero han existido guitarristas de rock que han vuelto a introducir en sus producciones el lap steel, como Jimmy Page (Led Zeppelin). Las grandes marcas empezaron a dejar de fabricar lap steels a partir de finales de los 60: Gibson en 1967, Supro y National en los años 1970. En la actualidad, algunas marcas como Gretsch y Fender han vuelto a insertar en sus catálogos lap steels.

## Construcción
Suele tener forma rectangular y, aunque las hay con soporte para sujetarla, normalmente se toca sobre las rodillas. Algunas tienen caja de resonancia, pero lo más habitual es que no la tenga, por lo que se amplifica con una pastilla normalmente de bobinado simple (single coil), por el sonido brillante y limpio, a la par que su facilidad para crujir y darle un sonido más "estilo Nashville". Aunque también encontramos modelos con pastillas como P90 y Humbuckers. 
Tiene las mismas partes que una guitarra eléctrica, pero dispuestas en un listón de diversos materiales. Teniendo en cuenta cómo se toca, los trastes son una mera señal en el mástil que indica la posición en la que uno se encuentra y la nota que se está ejecutando. Los materiales con los que ha sido construido a lo largo de la historia son muy diversos: desde el primer lap Sseel electrificado construido en aluminio y fabricado por Rickenbacker, pasando por los modelos de Martin de 1922 construidos en madera de Koa (acacia autóctona de Hawái). Algunos modelos evolucionaron incorporando un mayor número de cuerdas y más diapasones aumentando la riqueza tonal de este instrumento.

## Afinaciones
A diferencia de otros instrumentos en los que se suele tener una afinación fija la afinación de un lap steel, como la de otros muchos instrumentos depende de numerosos factores, ya sea el gusto del intérprete o el tipo de música que se vaya a interpretar. 
- Afinaciones hawaianas: la técnica slack key es la que más afinaciones aporta, pues en sus comienzos cada familia utilizaba una afinación diferente y era guardada como un secreto familiar.[2] Algunos ejemplos de estas afinaciones son: “Taropatch” (RE-SOL-RE-SOL-SI-RE), “Do Wahine” (DO-SOL-RE-SOL-SI-MI) y  “Sol6” (SOL-SI-MI-SOL-SI-RE)

- Afinaciones abiertas: muy utilizadas en la música blues: al tocar todas las cuerdas al aire se crea un acorde mayor. Ej: sol abierto (Open G) es muy utilizada en el blues (RE-SOL-RE-SOL-SI-RE) re abierto (Open D), también muy utilizada en el blues (RE-LA-RE-FA#-LA-RE), la abierto (Open A) (MI-LA-MI-LA-DO#-MI), mi abierto (Open E) (MI-SI-MI-SOL#-SI-MI)

- En el caso del country y el bluegrass, aparte de utilizar algunas de las afinaciones ya mostradas, existen variaciones sobre ellas como “G High Bass” (SOL-SI-RE-SOL-SI-RE) o “High A” (A-C#-E-A-C#-E)

## Técnica

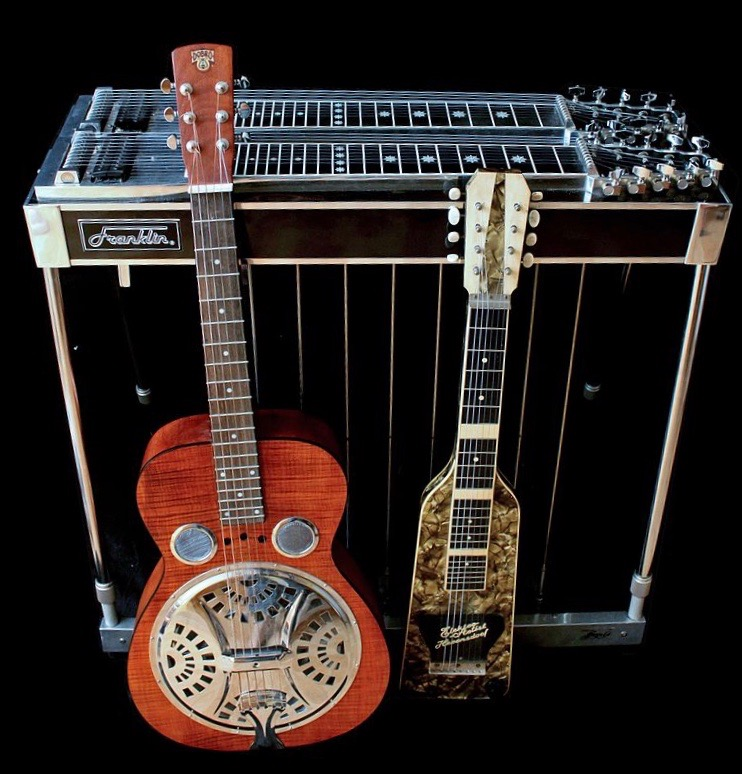
Guitarra hawaiana

La técnica varía mucho dependiendo del artista, pues casi todos los intérpretes son autodidactas y siguen su instinto pero, como regla general, las técnica de los intérpretes se asemejan bastante a la original slack key. 
El lap steel se toca moviendo a lo largo de las cuerdas un "tone bar" (pieza de metal) y pellizcando las cuerdas con la otra mano en la que normalmente se ha dispuesto una serie de púas, una por cada dedo, denominadas "thumbpick" en el pulgar, y "fingerpicks" en los dedos índice, medio y anular. De esta manera se crean diferentes slides y se crea el sonido inconfundible de la familia de las steel guitars. De esta técnica, proviene la técnica denominada fingerpicking.